# Arealonga
Santa Eulalia de Arealonga, conocida simplemente como Arealonga, es una parroquia del municipio de Villagarcía de Arosa en la provincia de Pontevedra, en la comunidad autónoma de Galicia, España.

## Demografía
Según el padrón municipal de 2004, Arealonga tenía 2.273 habitantes, distribuidos de esta forma según los sexos:
- Varones: 49%, 1.114 hombres.
- Mujeres: 51%, 1.159 mujeres.

Una distribución según los sexos muy igualada.
La población de Arealonga baja, ya que 5 años antes, en 1999 su población era de 2.373 habitantes, por lo tanto ha bajado un 4,21%, una media de 0,84% de disminución poblacional anual, al contrario que su capital, Villagarcía de Arosa, que gracias a la construcción de nuevas viviendas incremente notablemente su población.
Arealonga se divide en entidades de población.

## Localización
Santa Eulalia de Arealonga está en dirección noreste partiendo desde Villagarcía de Arosa, (ciudad), en dirección al Monte Xiabre, ya que Arealonga está a sus pies.
Las parroquias más cercanas a Arealonga son, Torre Galbans, Cea y Guillán, las 3 a menos de 2 kilómetros.